# Henryk Cichowski
Henryk Czesław Cichowski, o. Andrzej OFM (ur. 20 lipca 1892 w majątku Skórnice, zm. 4 maja 1936 w Krakowie) − polski duchowny katolicki, teolog.

## Życiorys
Syn Teresy z Łubieńskich i Henryka Cichowskich, wnuk Romana Cichowskiego, brat Kazimierza, siostrzeniec Bernarda Łubieńskiego, praprapraprawnuk Marii Amalii z Brühlów Mniszchowej. Był uczniem gimnazjów w Petersburgu i w Warszawie, Maturę państwową (rosyjską) złożył w lipcu 1912 roku w gimnazjum im. cara Mikołaja w Lipawie. Od 1913 wolnym słuchaczem w Instytucie Filozoficznym Towarzystwa Jezusowego w Innsbrucku. W latach 1914–1917 studiował w Seminarium Metropolitalnym św. Jana w Warszawie (kapłaństwo 16 grudnia 1917 w warszawskim kościele św. Krzyża). Pierwszą placówką duszpasterską była parafia Szymanów. Jesienią 1918 odbył nowicjat w zakonie jezuitów w Starej Wsi, Kaliszu i Nowym Sączu. Pierwsze śluby zakonne złożył 28 października 1920 w Krakowie, równolegle, w roku akademickim 1920/1921, studiował teologię.
Od 15 lipca 1921 skierowany do rezydencji św. Barbary (Kraków) jako ekonom domu, bibliotekarz, kronikarz, kaznodzieja, spowiednik, moderator oraz opiekun licznych stowarzyszeń i bractw. Z dniem 24 sierpnia 1922 w opuścił zakon i został inkardynowany do diecezji mohylewskiej, lecz pracował w Warszawie. W latach 1923–1925 studiował w Papieskim Instytucie Wschodnim w Rzymie, uzyskując kolejno tytuły bakalaureat, licencjat, doktorat (4 lipca 1925) – praca z zakresu teologii wschodniej „De Stanislai Socolovii theologi Cracoviensis s. XVI relationibus cum Oriente Christiano” pod kierunkiem rektora Michel d'Herbigny'ego (T.J.). Następnie przebywał w Krakowie, m.in. jako słuchacz ks. prof. Jana Fijałka na seminarium historii Kościoła w Polsce, rozpoczął również kolejną pracę doktorską. Od października 1926 był wykładowcą Instytutu Misyjnego w Lublinie z zakresu teologii wschodniej, historii Kościoła i etyki, a także w Katolickim Uniwersytecie Lubelskim w Katedrze Teologii Dogmatycznej Porównawczej. Tamże obronił kolejny doktorat (12 stycznia 1928) „Księdza Stanisława Sokołowskiego, teologia króla Stefana Batorego, dzieło o znamionach Kościoła” i rozpoczął pracę habilitacyjną.
W 1928 został powołany przez Radę Wydziału Teologicznego Uniwersytetu Jana Kazimierza we Lwowie na zastępcę kierownika Katedry Historii Kościoła, gdzie wykładał w roku akademickim 1928/29 oraz 1929/30. W roku akademickim 1930/1931 w Seminarium Duchownym w Pelplinie prowadził wykłady z historii Kościoła, patrologii i historii sztuki kościelnej, a następnie wykładał w Katedrze Historii Kościoła w Polsce Uniwersytetu Jagiellońskiego. Od stycznia 1932 był kapelanem klasztoru bonifratrów w Katowicach, następnie w Cieszynie (także jako zastępca prefekta) w katolickim gimnazjum matematyczno–przyrodniczym. W lipcu 1932 wziął udział w VI Zjeździe Welehradzkim. Od jesieni 1932 przebywał w Lublinie. Od 23 listopada 1934 rozpoczął nowicjat w Wieliczce w klasztorze reformatów, przyjmując habit franciszkański. Składając tego dnia śluby zakonne czasowe przyjął imię zakonne Andrzej. Tamże był wykładowcą historii Kościoła, historii sztuki kościelnej, homiletyki.
Był czynnym członkiem Polskiego Towarzystwa Teologicznego. Publikował m.in. w: „Sodalis Marianus” (1921), „Jutrzence” (wyd. Diecezji Mohylewskiej 1923), „Przeglądzie powszechnym” (1927–1930), „Schönere Zukunft” (Wiedeń, 1927), „Przeglądzie teologicznym” (1928–1930), „Przewodniku Historyczno-Prawnym” (1931), „Miesięczniku Diecezji Chełmińskiej” (1931), „Gazecie Kościelnej” (1935).
Zainteresowania badawcze Henryka Cichowskiego były podejmowane w dwóch kierunkach: problematyki teologicznej Wschodu prawosławnego w ujęciu historycznym i praktycznym oraz zagadnień z zakresu teologii polskiej. Po krótkiej i niespodziewanej chorobie zmarł w Krakowie, pochowany został w grobowcu zakonnym na cmentarzu Rakowickim.

## Wybrane publikacje
- Kazanie na uroczystość 50-lecia kapłaństwa, jubileuszu O. Bernarda Łubieńskiego redemptorysty, wypowiedziane przez Henryka Cichowskiego, Kraków: Rodzina 1921.
- Św. Jan Franciszek Régis Tow. Jez., patron misjonarzy ludowych, Kraków: Wydaw. XX Jezuitów 1921.
- Ks. Stanisław Sokołowski a kościół wschodni. Studjum z dziejów teologji w Polsce w w. XVI, Lwów: nakładem autora 1929.